# Mi (kana)
En l'escriptura japonesa, み (hiragana) i ミ (katakana) són dues mores o kanes que ocupen la 32a posició en el sistema modern d'ordenació alfabètica gojūon (五十音), entre ま i む; i la 41a en el poema iroha, entre め i し. En fonologia, una mora és la unitat superior al segment i inferior a la síl·laba.
A la taula de l'ordre gojūon (per columnes, i de dreta a esquerra), es troba en la setena columna (ま行, columna «ma») i la segona fila (い段, fila «i»).

La taula gojūon

El caràcter み prové del kanji 美, mentre que ミ prové de 三.

## Romanització
Segons els sistemes de romanització Hepburn modificat, Kunrei-shiki i Nihon-shiki, み, ミ es romanitzen com a «mi».

## Escriptura
|  | El caràcter み s'escriu amb dos traços: 1. Traç que consisteix en una línia horitzontal seguida d'una corba que va cap avall, forma un bucle en la part esquerra del caràcter i al final és horitzontal cap a la dreta. 2. Traç vertical que talla a la part final del primer traç. Al final es corba cap a l'esquerra. |
|  | El caràcter ミ s'escriu amb tres traços: 1. Traç horitzontal encara que lleugerament descendent. 2. Traç similar a l'anterior situat a sota. 3. Traç similar a l'anterior situat a sota. |

## Altres escriptures
| み / ミ en braille japonès     | み / ミ en braille japonès                                   |
| ------------------------------ | ------------------------------------------------------------ |
| み / ミ mi                     | みい / ミー mī                                               |
| ⠷ (braille pattern dots-12356) | ⠷ (braille pattern dots-12356) · ⠒ (braille pattern dots-25) |

- Alfabet fonètic: 「三笠のミ」 (la «mi de Mikasa»)
- Codi Morse:[7] ••－•－